# Thuốc thử Schweizer
Thuốc thử Schweizer, hay còn có tên gọi là đồng(II) hydroxide tetramin hoặc nước Svayde là phức amin kim loại có công thức [Cu(NH3)4(H2O)2](OH)2. Hợp chất màu xanh đậm này được sử dụng để tinh chế xenlulose.

## Điều chế
Thuốc thử Schweizer được điều chế bằng cách kết tủa đồng(II) hydroxide từ dung dịch nước của đồng(II) sulfat sử dụng natri hydroxide hoặc amonia, sau đó hòa tan kết tủa trong dung dịch amonia.
- Kết tủa đồng(II) hydroxide (Cu(OH)2) bằng dung dịch đồng(II) sulfat (CuSO4) trong dung dịch natri hydroxide (NaOH):
{\displaystyle {\ce {CuSO4 + 2NaOH -> Cu(OH)2v + Na2SO4}}}
- Sau đó hoà tan kết tủa đồng(II) hydroxide trong dung dịch amonia (NH3):
{\displaystyle {\ce {Cu(OH)2 + 4NH3 -> [Cu(NH3)4](OH)2}}}
Hoặc:
- Cho dung dịch đồng(II) sulfat phản ứng với amonia, sau đó kết tủa đồng(II) hydroxide sẽ được sinh ra:
{\displaystyle {\ce {2H2O + 2NH3 + CuSO4 -> (NH4)2SO4 + Cu(OH)2v}}}
- Kết tủa đồng(II) hydroxide sẽ tan trong amonia, tạo ra thuốc thử Schweizer:
{\displaystyle {\ce {Cu(OH)2 + 4NH3 -> [Cu(NH3)4](OH)2}}}

## Tính chất

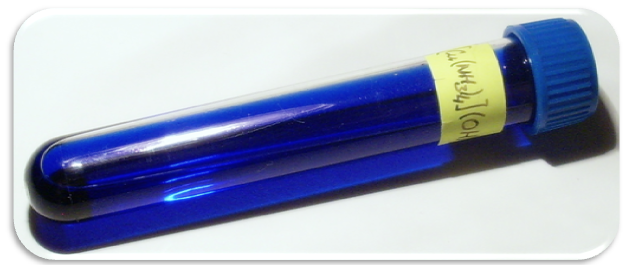
Dung dịch của thuốc thử Schweizer

Kết tủa đồng(II) hydroxide tan trong dung dịch amonia tạo thành một dung dịch màu xanh đậm. Sự bay hơi của dung dịch này để lại cặn đồng(II) hydroxide màu xanh nhạt, phản ánh tính không bền của liên kết đồng-amonia. Nếu nó bay hơi dưới một luồng amonia, thì thuốc thử hình thành các tinh thể hình kim màu xanh đậm của dạng tetramin. Khi tiếp xúc với oxy, dung dịch thuốc thử Schweizer đậm đặc phản ứng sinh ra nitrit Cu(NO2)2(NH3)n. Nitrit này là kết quả của quá trình oxy hóa amonia.

## Ứng dụng
Thuốc thử Schweizer từng được sử dụng trong sản xuất các sản phẩm cellulose như tơ nhân tạo và giấy bóng kính. Cellulose, không hòa tan trong nước (do đó nó được sử dụng làm quần áo), hòa tan khi có mặt thuốc thử của Schweizer. Cellulose có thể được chiết xuất từ bột gỗ,sợi bông và các nguồn cellulose tự nhiên khác khi sử dụng thuốc thử Schweizer. Cellulose kết tủa khi dung dịch được axit hóa.Nó hoạt động bằng cách liên kết với diol.
Hiện nay, thuốc thử Schweizer được sử dụng để phân tích trọng lượng phân tử của các mẫu cellulose.

## Lịch sử
Các đặc tính này của thuốc thử Schweizer được phát hiện bởi nhà hóa học người Thụy Sĩ Matthias Eduard Schweizer (1818–1860), nên thuốc thử Schweizer được đặt tên theo tên của ông.